# CFBDSIR 2149-0403
| CFBDSIR J214947.2-040308.9                                                                        | CFBDSIR J214947.2-040308.9                                          |
| ------------------------------------------------------------------------------------------------- | ------------------------------------------------------------------- |
|                                                                                                   |                                                                     |
| (schwacher blauer Punkt in der Bildmitte) Beobachtungsdaten Äquinoktium: J2000.0, Epoche: J2000.0 |                                                                     |
| Sternbild                                                                                         | Aquarius                                                            |
| Rektaszension                                                                                     | 21h 49m 47,2s                                                       |
| Deklination                                                                                       | −4° 03′ 09″                                                         |
| Eigenschaften                                                                                     |                                                                     |
| Spektraltyp                                                                                       | T7                                                                  |
| Temperatur                                                                                        | ca. 700 K                                                           |
| Geschichte                                                                                        |                                                                     |
| Entdeckung                                                                                        | Delorme et al., Canada-France Brown Dwarf Survey InfraRed (CFBDSIR) |

CFBDSIR J214947.2−040308.9, auch CFBDSIR2149−0403 oder CFBDSIR2149, ist ein 35 bis 50 Parsec von der Sonne entferntes substellares Objekt. Es ist möglicherweise ein Mitglied des AB-Doradus-Bewegungshaufens. Spektroskopische Untersuchungen deuten darauf hin, dass es sich um ein Objekt planetarer Masse mit etwa vier bis sieben Jupitermassen handeln könnte. Es wurde im Rahmen des Canada-France Brown Dwarf Survey InfraRed (CFBDSIR) im nahen Infrarot entdeckt.